# اورا کارو
اورا کارو (انگلیسی: Ora Carew؛ ‏ ۱۹ آوریل ۱۸۹۱ – ۲۶ اکتبر ۱۹۵۵) بازیگر اهل ایالات متحده آمریکا بود. او بین سال‌های ۱۹۱۵ تا ۱۹۲۵ در چندین فیلم برای مترو گلدوین مایر و یونیورسال پیکچرز بازی کرد و یکی از مه‌رویان آب‌تنی سنت بود.
از فیلم‌هایی که وی در آن‌ها نقش داشته‌است، می‌توان به آ لا کابارت اشاره نمود.